# Trzy małe świnki (film 1933)
Trzy małe świnki (ang. The Three Little Pigs) – amerykański, krótkometrażowy film animowany z 1933 roku w reżyserii Burta Gilleta na podst. angielskiej baśni o tym samym tytule. Film z serii Silly Symphonies.

## Fabuła
Trzej bracia będący świnkami budują swoje domy. Domki Flecisty i Skrzypka są wykonane ze słabych materiałów budowlanych, by ci mogli mieć czas na zabawę i leniuchowanie. Dezaprobatę wyraża najstarszy z braci – Świnka Praktyczna, który nieustannie buduje i ulepsza swój dom z cegieł. Flecista i Skrzypek naśmiewają się z pracoholizmu Praktycznego, który ostrzega ich, że jeśli spotkają na drodze wilka, ich mieszkania nie zapewnią im schronienia. Skrzypek i Flecista ignorują go i kontynuują zabawę, śpiewając piosenkę, wedle której nie obawiają się wilka.
Wkrótce obu atakuje ich śledzący od dawna wilk Bardzozły, przed którym uciekają w popłochu. Flecista rygluje się w swym domu ze słomy, lecz Bardzozły z łatwością niszczy dom zdmuchując swym silnym chuchem. Flecista ucieka do mieszkania Skrzypka zrobionego z patyków. Bardzozły zmienia taktykę i przebiera się za jagnię proszące o azyl. Obie świnki nie dają się nabrać i wściekły wilk również łatwo zdmuchuje dom Skrzypka. W ostatniej chwili świnki znajdują schronienie w domu Praktycznego, który strofuje braci za brak rozwagi, ale podnosi ich na duchu wspólnym śpiewem na pianinie.
Bardzozły w przebraniu domokrążcy z Fuller Brush Company chce wejść do ostatniego domu, jednak nie udaje mu się to z powodu zaryglowanych drzwi. Próbuje zdmuchnąć dom, lecz z powodu mocnego budulca i to mu się nie udaje, wówczas postanawia wejść przez komin. Praktyczny domyśla się jego fortelu i ustawia pod komin kocioł z wrzącą terpentyną. Bardzozły wpada do kotła i po chwili ucieka z mieszkania wyjąc z bólu. Świnki triumfują swą wygraną śpiewając jak to się nie boją wilka. Praktyczny robi psikus swym braciom pukając w pianino, przez co wystraszeni Flecista i Skrzypek myślą, że Bardzozły wrócił i ukrywają się pod łóżkiem.

## Obsada głosowa
| Postać                                 | Wersja angielska | Wersja polska    | Wersja polska      |
| Postać                                 | Wersja angielska | Wersja z 1994    | Wersja z 2009      |
| -------------------------------------- | ---------------- | ---------------- | ------------------ |
| Wilk Bardzozły                         | Billy Bletcher   | Marcin Sosnowski | Andrzej Blumenfeld |
| Wilk Bardzozły przebrany za domokrążcę | Pinto Colvig     | Marcin Sosnowski | Andrzej Blumenfeld |
| Świnka Praktyczna                      | Pinto Colvig     | Robert Rozmus    | Klaudiusz Kaufmann |
| Świnka Flecista                        | Dorothy Compton  | Joanna Pałucka   | Agnieszka Tomicka  |
| Świnka Skrzypek                        | Mary Moder       | Halina Chrobak   | Katarzyna Pysiak   |

## Produkcja
Pod koniec 1933 roku po powrocie do Hollywood Walt Disney jako jeden głównych celów obrał ulepszenie procesu Technicoloru i odświeżenie cech fizycznych i zachowania Myszki Miki. Podczas jednej nocy Disney obudził się po drugiej nad ranem i nabazgrał na kartce „Trzy małe świnki”. Sen był podyktowany angielską baśnią ludową Trzy małe świnki czytaną mu w dzieciństwie i ponownym obejrzeniem filmu Brzdąc (1921) Charlesa Chaplina. Disney wykorzystał obraz urzędników z sierocińca dobijających się do drzwi Włóczęgi celem zabrania wychowywanego przez niego chłopca-sierotę. Było to tak jawne zapożyczenie, że gdy dziennikarka Louella Parsons spytała go o nie, Walt odparł: ”Cóż, może to wcale nie taka zła imitacja”.
Po raz pierwszy fabuła stała się głównym czynnikiem w filmie Disneya i została pokazana w sposób ilustracyjny, niż alegoryczny. Diseny wyczuł, że to cechy charakteru postaci określają ich los i nie chciał, by trzy identyczne postaci podnosiły poziom dramatyzmu, ale by trzy indywidualności pogłębiały go. „Trzy małe świnki były punktem zwrotnym amerykańskiej animacji. Animacja Disneya [na początku] określała postaci poprzez ich wygląd – w filmach takich jak Parowiec Willie czarny charakter był duży i zły, a bohater był malutki – I wszyscy poruszali się tak samo. W Trzech małych świnkach trzy świnki wyglądały mniej więcej tak samo, ale każda zachowywała się inaczej, każda miała inną osobowość”. – mówił reżyser animacji Chuck Jones.
Aby przekazać zespołowi wytwórni, o co mu chodzi, Disney zarządził regularne pokazy Brzdąca, zwracając uwagę na to, że charakter Włóczęgi nie tylko motywował jego fizyczne osiągnięcia, ale czynił je ekranowo skutecznymi. Czasem zatrzymywał film i odgrywał oryginalne sceny do adaptacji Trzech małych świnek. Do tego wcielał się w role świnek i złego wilka. Zadanie wyreżyserowania filmu  powierzono Burtowi Gillettowi, byłemu animatorowi Hearst International, ze względu na przywiązaniu do szczegółu. Fred Moore miał zaprojektować Trzy Świnki, a Wilka Bardzozłego Norm Ferguson, który zwrócił uwagę Disneya tworzeniem psa Pluto. Muzykę, ku zaskoczeniu wszystkich, powierzono Carlowi Stallingowi, który kilka lat temu odszedł z wytwórni. Mimo że Disney nadal miał żal do Stallinga za odejście, nadal podziwiał jego talent i uważał go za najlepszego do pracy.
Disney pragnął, by przy budowie domu świnki śpiewały, gdy okazało się Stalling nie najlepiej radzi sobie sobie z pisaniem tekstów piosenek. Wtedy Disney zdecydował zakupić prawa do piosenki od zewnętrznego wydawcy, jednak nikt nie chciał opuścić swej stawki za film pełnometrażowy. Wobec tego Disney poprosił dwóch scenarzystów Franka Churchilla i Teda Searsa, by coś wymyślili. Efektem była piosenka Kto by się tam wilka bał. Z kolei sceną, którym Wilk Bardzozły w przebraniu za domokrążcę próbuje nabrać Świnkę Praktyczną i nakłonić do otwarcia drzwi, Disney chciał ośmieszyć nieudane próby Carla Laemmle, współzałożyciela i prezesa Universal Pictures zmierzające do przejęcia Walt Disney Productions. 

## Odbiór
Trzy małe świnki okazały gigantycznym sukcesem zaskakującym samego Disneya. Podnoszący na duchu temat moralnej odwagi wobec przeciwności losu trafiał w czuły punkt amerykańskiej widowni okresu Wielkiego Kryzysu. Wyniki oglądalności szybko przewyższyły wyniki innych prezentowanych filmów. Zainteresowanie kreskówką było tak duże, że United Artists trudno było sprostać zamówieniom na kolejne kopie dla wszystkich kin, które chciały ją wyświetlać. Do końca 1933 roku Trzy małe świnki zarobiły ponad 125 tys. dolarów, kwotę bez precedensu jak na kreskówkę. Pod koniec rekordowego dwuletniego kresu, gdy film był każdego dnia grany co najmniej w jednym kinie gdzieś w kraju, w tym razy pięć dziennie w nowojorskim Radio City Musil Hall, jego zyski przekroczyły ćwierć miliona dolarów.
Piosenka Kto by tam sie wilka bał trafiła na listy przebojów, stając się nieoficjalnym hymnem czasów Wielkiego Kryzysu oraz jednym z najbardziej dochodowych przedsięwzięć Disneya, gdyż wszystkie prawa do piosenki pozostały wyłączną własnością studia. Wszyscy utożsamiali się z refrenem. Przekaz o niepoddawaniu się lękowi był tak przejmujący, że wiele osób sądziło, iż stanowił on inspirację dla jednego z najbardziej znanych okrzyków prezydenta Franklina D. Roosevelta: „Jedynym, czego naprawdę musimy się bać, jest sam strach”.
Disney osiągnął tym pełny sukces i był zapraszany na elitarne bankiety w Hollywood i stał się ulubieńcem prasy i podkreślano jego ogromny wpływ na ogólny obraz branży filmowej. „Hollywood szaleje za tobą! Jedyną twoją wadą jest to, że nie kręcisz dość filmów. Gdybym mógł decydować, oddałbym ci wszystkie studia I od tej pory pozwolił kręcić wszystkie filmu… Zasugerowałbym nowy kodeks producencki dla filmów (…) podkład muzyczny i wielki chór producentów, dystrybutorów i scenarzystów śpiewających »Kto by się NRA bał?« prowadzony przez Williego (Mikiego) Haysa.”  – pisał pisarz J.P. McEvoy .
W 1934 roku zyski ze sprzedaży biletów  Trzech małych świnek oraz wyników sprzedaży towarów związanych z filmem pozwoliły zapewnić wytwórni linię kredytową wartości 1 mln. dolarów z rekomendacji Josepha Rosenberga, doradcy finansowego United Artists i łącznika studia z Bank of America. Zachęciło to Disneya do realizacji pełnometrażowej animacji, z czym się nosił od dawna i uważał za kolejny krok w rozwoju i zysków firmy.

## Kontrowersje
Wkrótce po premierze Trzech małych świnek przywódcy kilku organizacji żydowskich spotkali się z Disneyem, by wyrazić swoje zaniepokojenie sceną, w której Wilk Bardzozły w przebraniu za domokrążcę stara się wejść do domu Świnki Praktycznej. Przebranie to było karykaturą stereotypowego żydowskiego handlarza obwoźnego. Amerykański Kongres Żydowski określił przedstawienie jako „podłe” i „odrażające”. Roy Disney zaprzeczył, iż scena miała być w zamierzeniu antysemicka: „Mamy wielu wspaniałych żydowskich biznesowych wspólników i przyjaciół i z pewnością unikamy celowego poniżania Żydów czy inne rasy bądź narodowości (...) Wydaje nam się, że ta postać nie jest bardziej [obraźliwa] niż wielu znanych żydowskich komików przedstawia siebie w wodewilach, scenach i charakterystykach ekranowych”. Walt Disney nie ukrywał, że scena naśmiewała się z Carla Laemmle i również zarzekał, że scena nie była w zamierzeniu antysemicka. Jednak 1948 roku zgodził się przerobić scenę, gdzie usunięto Wilkowi maskę Żyda i zmieniono głos z silnego akcentu jidysz na irlandzki. Za zmiany odpowiadał Jack Hannah nadzorujący niewielki zespół animatorów. Hannah był zdania, że Disney po dekadzie czasu uznał scenę niezbyt zabawną, szczególnie po II wojnie światowej. Stwierdził, że Disney zdecydował się na przerobienie z własnej woli i nie było wielkiego nacisku i specjalnych konferencji. 
Scena jest często przytaczana jako dowód na domniemany antysemityzm Disneya, o którym przez lata krążyły spekulacje, mimo że Trzy małe świnki to jedyna kreskówka Walt Disney Productions zawierająca jawną karykaturę Żyda. Historyk Jim Korkis stwierdza, że z fabularnego i historycznego punktu widzenia Bardzozły przebrany za Żyda miał sens, ponieważ w tamtym czasie powszechnym obrazem był żydowski akwizytor sprzedający różne rzeczy, a świnki czułyby się bezpiecznie, gdyby otworzyły drzwi, bo Żyd nigdy nie zjadłby wieprzowiny.

## Wyróżnienia
| Rok wpisania | National Film Registry |
| ------------ | --- |
| 2007         | Lista filmów budujących dziedzictwo kulturalne USA utworzona przez National Film Preservation Board i przechowywana w Bibliotece Kongresu Stanów Zjednoczonych |

## Nagrody
| Nazwa nagrody | Wygrane                                       | Nominacje    |
| ------------- | --------------------------------------------- | ------------ |
| Oscar         | 1934 Najlepszy krótkometrażowy film animowany | 1934 wygrana |